# Vetenskapsåret 1851

## Händelser

### Allmänt
- 1 maj - Den första världsutställningen, Londonutställningen 1851 öppnar i nybyggda Crystal Palace.

### Astronomi
- 28 juli - En total solförmörkelse inträffade över Sverige.
- 24 oktober - William Lassell upptäcker Ariel och Umbriel, två naturliga satelliter till Uranus.[1]

## Pristagare
- Copleymedaljen: Richard Owen, brittisl biolog och paleontolog.
- Wollastonmedaljen: Adam Sedgwick, brittisk geolog. [2]

## Födda
- 19 januari - Jacobus Kapteyn (död 1922), nederländsk astronom.
- 8 juli - Arthur Evans (död 1941), brittisk arkeolog.
- 3 augusti - George Francis FitzGerald (död 1901), irländsk fysiker.

## Avlidna
- 28 januari - John James Audubon (född 1785), ornitolog och illustratör.
- 18 februari - Carl Gustav Jakob Jacobi (född 1804), tysk matematiker.
- 9 mars - Hans Christian Ørsted (född 1777), dansk fysiker.

### Fotnoter
1. ↑  Astronomical Journal 2(33):p. 70 (1851).
2. ↑  ”Geological Society”. Arkiverad från originalet den 5 juni 2011. https://web.archive.org/web/20110605102217/http://www.geolsoc.org.uk/gsl/society/history/page750.html. Läst 13 april 2011.